# Tarlina woodwardi
Tarlina woodwardi is een spinnensoort uit de familie Gradungulidae. De soort komt voor in Queensland.